# Lönsboda

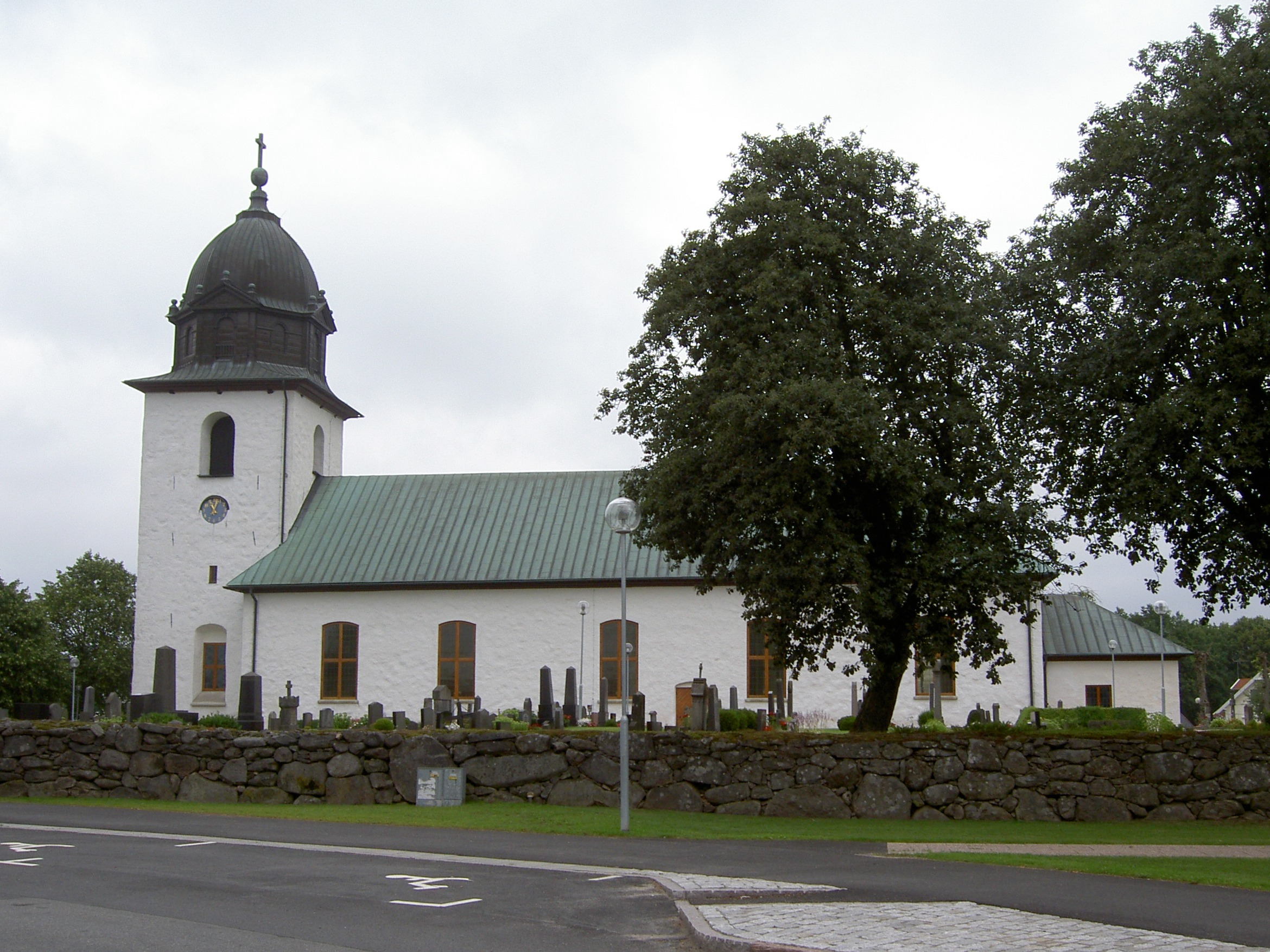
Kościół parafii Örkened w Lönsbodzie

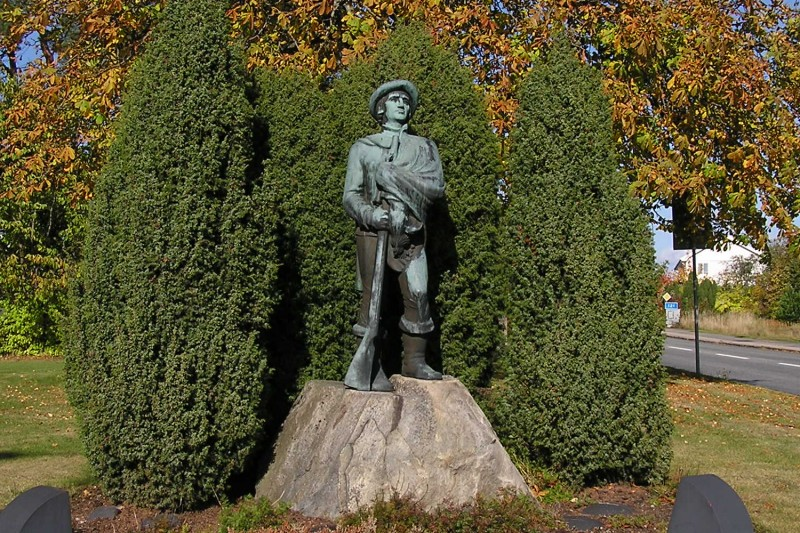
Posąg Snapphane

Lönsboda – miejscowość (tätort) w południowej Szwecji, w regionie administracyjnym (län) Skania. Druga pod względem zaludnienia miejscowość (tätort) gminy Osby, stanowiąca lokalne centrum dla jej wschodniej części.
W 2010 Lönsboda liczyła 1903 mieszkańców.

## Geografia
Miejscowość położona jest w północno-wschodniej części prowincji historycznej (landskap) Skania, ok. 45 km na północ od Kristianstad w lesistym obszarze Göinge, blisko granicy ze Smalandia i Blekinge.

## Historia
Lönsboda była niewielką wsią przy kościele parafialnym parafii Örkened (Örkeneds socken). Drewniany kościół zbudowano w 2 poł. XVI w. Obecny kościół murowany wzniesiono na jego miejscu w l. 1786–1790.
Wiosną 1678, w trakcie wojny skańskiej, Karol XI wydał rozkaz spalenia zabudowań i stracenia wszystkich mężczyzn zdolnych do noszenia broni na obszarze parafii Örkened. Był to odwet za wspieranie przez miejscową ludność antyszwedzkich wystąpień snapphanar, szczególnie silnych na tym terenie.
Szybszy rozwój miejscowości nastąpił dopiero po 1901, kiedy w Lönsbodzie otwarto stację przy linii kolejowej Sölvesborg – Olofström – Älmhult (Sölvesborg-Olofström-Älmhults Järnväg; SOEJ). Kolej oraz silne w tym regionie tradycje produkcji wyrobów z wikliny miały duży wpływ na rozwój Lönsbody. W l. 1928–1966 miejscowość miała status municipalsamhälle. W 1974 gminę wiejską Örkened (Örkeneds landskommun) z Lönsboda włączono w granice gminy Osby (Osby kommun).
Od końca XIX w. w okolicach Lönsbody wydobywa się na skalę przemysłową diabaz.

## Komunikacja i transport

### Drogi
Miejscowość położona jest przy drodze krajowej nr 15 (Riksväg 15; Karlshamn – Markaryd – Halmstad).

### Koleje
Przez Lönsbodę przebiega niezelektryfikowana linia kolejowa, łącząca Älmhult z Olofström. Od 1984 linia obsługuje jedynie ruch towarowy.